# Euchalcia taurica
Euchalcia taurica är en fjärilsart som beskrevs av Ludwig Osthelder 1933. Euchalcia taurica ingår i släktet Euchalcia och familjen nattflyn. Inga underarter finns listade i Catalogue of Life.